# Eppinghoven (Dinslaken)
Eppinghoven (etymologisch: „Hof von Eberhards Sohn“ oder „des kleinen Eberhard“) ist ein Stadtteil von Dinslaken. Er liegt direkt am Rhein und hat 4.185 Einwohner (Stand 31. Dezember 2009). Vor der Gebietsreform, die am 1. Januar 1975 in Kraft trat, gehörte es teilweise zu Walsum (damals 1080 Einwohner auf 1,42 km2; heute ein Stadtteil von Duisburg) und teilweise zu Voerde (damals 880 Einwohner auf 1,04 km2). Das traditionelle Herrenhaus Eppinghovens, das Wasserschloss Haus Wohnung, befindet sich noch heute auf Voerder Stadtgebiet. Zu Eppinghoven gehört der Ortsteil Stapp, unmittelbar am Rhein.

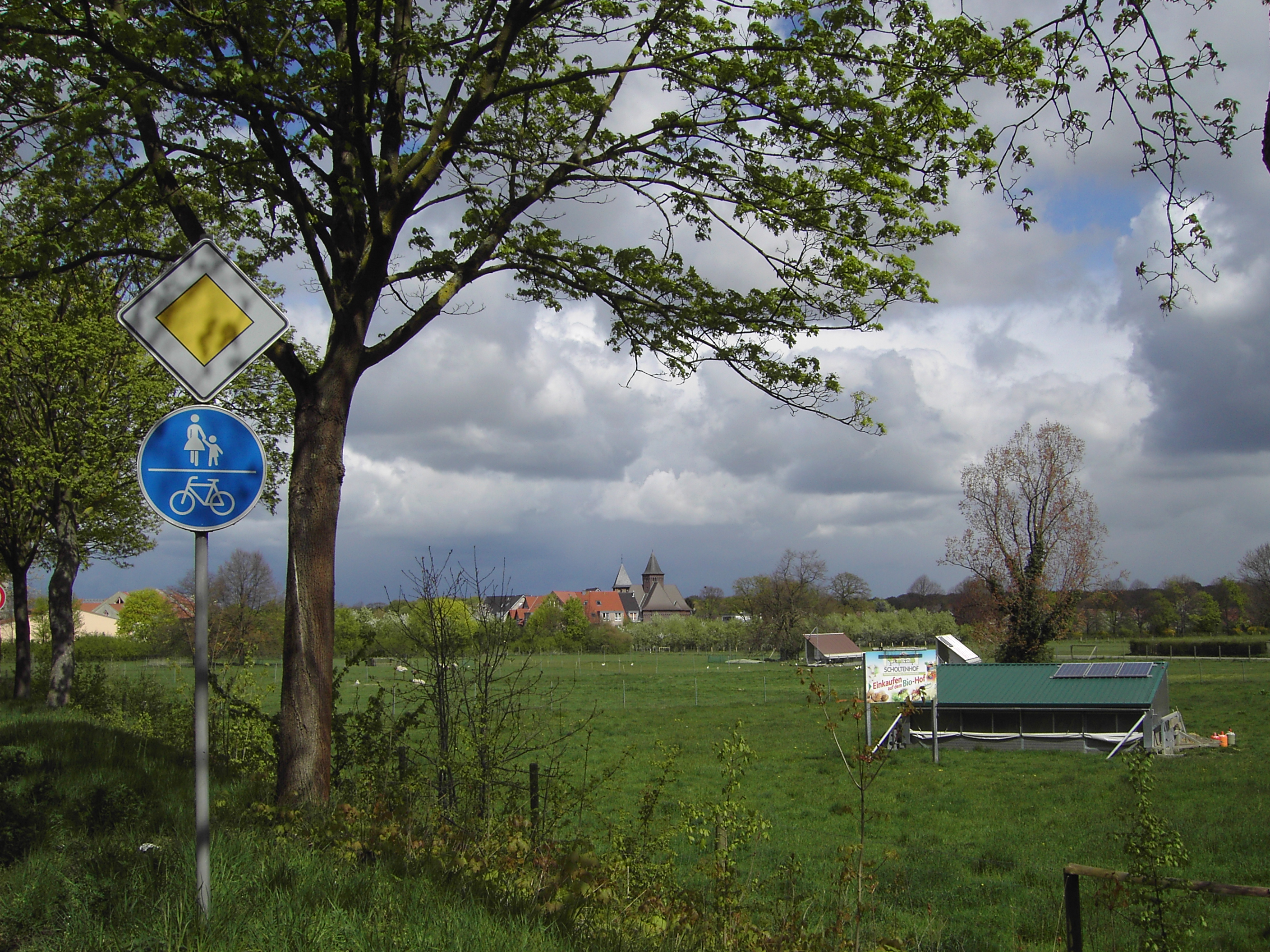
Eppinghoven mit der Johanneskirche im Hintergrund

Besonders sehenswert ist mit seinen Rheinauen und Biergärten der Stapp. Dort mündet seit 1949 die Emscher in den Rhein. In einem Renaturierungs-Projekt soll die Emschermündung in eine Auenlandschaft umgebaut werden.
Eine besondere Sehenswürdigkeit ist die katholische St.-Johannes-Kirche. Zuvor stand an der Stelle der Kirche eine Kapelle, die erstmals in einer Beleihungsurkunde von 1226 nachgewiesen wurde. Später um das Jahr 1450 entstand dann die Kirche, die wegen der stark anwachsenden Gemeinde im Jahre 1927/28 durch einen Rundbau mit Umgang mit gotisierten Einflüssen bestehenden  expressionistischem Stil erweitert wurde.
In Eppinghoven befinden sich eine Waldorfschule und ein Sportplatz mit Tennisanlage.